# Ernst Voss
Ernst Voss, född 12 januari 1842 i Fockbek i Schleswig-Holstein, död 1 augusti 1920 i Hamburg, var medgrundare av fartygsvarvet Blohm + Voss.
Ernst Voss studerade vid Polytechnikum i Zürich (dagens Eidgenössische Technische Hochschule Zürich) och arbetade senare som konstruktör i England. 1869 återvände han till Tyskland och började tillsammans med Hermann Blohm att bygga upp varvet Blohm + Voss. Voss låg bland annat bakom konstruktionen av en flytdocka som blev en stor framgång för företaget.